# Alfred Mechtersheimer
Alfred Mechtersheimer (* 13. August 1939 in Neustadt an der Weinstraße; † 22. Dezember 2018 in Starnberg) war ein deutscher Offizier (zuletzt Oberstleutnant), Politikwissenschaftler, Politiker, politischer Aktivist und Publizist. Nach seiner aktiven Dienstzeit bei der Bundeswehr war er zunächst am Max-Planck-Institut für Sozialwissenschaften tätig, wurde dann in den 1980er Jahren im Rahmen seines Engagements in der Friedensbewegung und für seine Friedensforschung in Starnberg bekannt. Von 1987 bis 1990 war er als Parteiloser Mitglied der zweiten Bundestagsfraktion Bündnis 90/Die Grünen. Der Militärkritiker vertrat nationalistische und neutralistisch-pazifistische Positionen. Die sozialwissenschaftliche Forschung und Fachpublizistik rechnet ihn seit den ausgehenden 1990er Jahren dem neurechten bzw. rechtsextremen Spektrum zu.

## Leben

### Herkunft und Familie
Mechtersheimer wurde 1939 im pfälzischen Neustadt an der Weinstraße geboren; sein Vater fiel an der Ostfront in der Sowjetunion. Er wurde katholisch sozialisiert. Mechtersheimer besuchte eine Handelsschule und absolvierte eine kaufmännische Lehre.
Er war verheiratet und hatte zwei Kinder.

### Militärischer Werdegang
Nach dem Abitur trat er 1959 als Offizieranwärter in die Bundeswehr ein und wurde Zeitsoldat. Er besuchte u. a. die Schule für Psychologische Kampfführung in Alfter. Mechtersheimer studierte gleichzeitig ab 1963 Politikwissenschaft, Geschichte und Volkswirtschaftslehre an der Rheinischen Friedrich-Wilhelms-Universität Bonn. 1965 schied er zunächst aus der Bundeswehr aus, um sein Studium dienstunabhängig am Otto-Suhr-Institut der Freien Universität Berlin abzuschließen (Diplom-Politologe, 1970). Er war Stipendiat des Bundesministeriums der Verteidigung und der CDU-nahen Konrad-Adenauer-Stiftung.
1970 war Mechtersheimer Wiedereinsteller bei der Luftwaffe im Dienstgrad eines Hauptmanns. Er war u. a. an der Offizierschule der Luftwaffe in Neubiberg bei München als Lehroffizier für Wehrgeschichte sowie als Presseoffizier eingesetzt. Während dieser Zeit wurde er Mitglied im Arbeitskreis Militär und Sozialwissenschaften. Ab 1973 war er wissenschaftlicher Mitarbeiter mit Lehrauftrag in Politikwissenschaft bei Klaus von Schubert an der Hochschule der Bundeswehr in Neubiberg. 1976 wurde er bei Kurt Sontheimer am Fachbereich Sozialwissenschaften der Ludwig-Maximilians-Universität München mit einer Dissertation über die Beschaffung des Kampfflugzeuges MRCA/Tornado, die ein Jahr später als Rüstung und Politik in der Bundesrepublik, MRCA Tornado. Geschichte und Funktion des größten westeuropäischen Rüstungsprogramms publiziert wurde, zum Dr. rer. pol. promoviert.
Aufgrund seiner militärkritischen Dissertation geriet er in Konflikt mit seinem Dienstherrn. Ein von der Deutschen Forschungsgemeinschaft geförderter Forschungsurlaub beim Physiker und Philosophen Carl Friedrich von Weizsäcker am Max-Planck-Institut zur Erforschung der Lebensbedingungen der wissenschaftlich-technischen Welt (ab 1980 Max-Planck-Institut für Sozialwissenschaften) in Starnberg bei München wurde ihm durch das SPD-geführte Ministerium nicht bewilligt. Daraufhin verließ der Berufssoldat 1979 die Bundeswehr vorzeitig im Dienstgrad eines Oberstleutnants.
1983 war er Mitunterzeichner der „Heilbronner Erklärung“, in der zur Kriegsdienstverweigerung aufgerufen wurde.

### Friedensforschung und -bewegung
Im Jahre 1979 wurde er Mitarbeiter am sogenannten „Weizsäcker-Institut“. Dort arbeitete er im Rahmen des Drittmittelprojekts mit dem Soziologen Horst Afheldt zusammen. Nach der Schließung der Einrichtung 1981 begründete er im selben Jahr mit einstigen Kollegen des „Weizsäcker-Instituts“ den Verein Institut für Friedenspolitik (auch „Mechtersheimer-Institut“) in Starnberg. Dieser wurde 1982 als gemeinnützig anerkannt und sollte der unabhängigen Friedensforschung dienen. Ab 1983 löste sich die Organisation finanziell und räumlich vom ehemaligen „Weizsäcker-Institut“. Die auf die Anschubfinanzierung folgende Mitgliederförderung des Instituts wurde auf die gelungene Öffentlichkeitsarbeit Mechtersheimers, der die Leitung übernahm, zurückgeführt. Darüber hinaus konnten Anzeigen in mehreren Zeitschriften wie dem Spiegel, Konkret, Brigitte u. a. geschaltet werden. Bei der Fremdfinanzierung traten die Max-Planck-Gesellschaft, der Öko-Fonds der Grünen Baden-Württemberg u. a. in Erscheinung. Spätestens 1986 zeichnete sich der Bedeutungsverlust des Instituts ab. 1989 wollte er das Institut u. a. gegen den Widerstand der etablierten Friedensforschung abwickeln. 1990 wurde Erich Schmidt-Eenboom zu seinem Nachfolger gewählt. Dieser verlegte das Institut nach Weilheim.
Bereits im Jahre 1985 schrieb Mechtersheimer das zuvor in Teilen bei der nationalrevolutionären Zeitschrift wir selbst erschienene Vorwort zur im hauseigenen Verlag publizierten Denkschrift Friedensvertrag, Deutsche Konföderation, Europäisches Sicherheitssystem von Herbert Ammon und Theodor Schweisfurth. Darin forderte er „die ‚Selbstbefreiung‘ der Deutschen von den Siegern des Zweiten Weltkriegs“. Das Werk stehe im deutschlandpolitischen Kontext eines „pazifistische[n] Gesamtdeutschland[s] unter neutralen Vorzeichen“, wie es wiederholt von Grünen vertreten wurde, so Eckhard Jesse.
Alice Brauner-Orthen beschrieb ihn als „einstigen linken Friedensforscher“. Michael Ploetz und Hans-Peter Müller zählten ihn zu den „akademischen Stichwortgeber[n] der Friedensbewegung“.

### Aktivitäten seit den 1990er Jahren
Nach seinem Ausscheiden beim Institut für Friedenspolitik gründete er 1990 das überparteiliche Friedenskomitee 2000 für Entmilitarisierung, Truppenabzug und Selbstbestimmung in Starnberg, womit eine allmähliche Hinwendung zur Politischen Rechten und zum Rechtsextremismus einsetzte. 1993 war er Mitbegründer des Deutsch-Arabischen Friedenswerks, das den irakischen Diktator Saddam Hussein unterstützte. 1994 war er einer der Autoren des neurechten Sammelbands Die selbstbewusste Nation, herausgegeben im Ullstein Verlag durch Heimo Schwilk und Ulrich Schacht. 1995 initiierte er die Deutschland-Bewegung (DB). Sein programmatisches Buch Friedensmacht Deutschland (Ullstein, 1993) verstand er als Grundlagenwerk der DB und der Deutschen Aufbau-Organisation. Letztere versuchte nach dem Vorbild Jörg Haiders erfolglos, eine neue Sammlungspartei im extrem rechten Bereich des politischen Spektrums zu etablieren. Dennoch trug er nach dem Kalten Krieg zur Popularisierung des Begriffs „Friedensmacht“ bei, der u. a. durch die SPD im Zuge der Bundestagswahl 2002 und des sich abzeichnenden Irakkrieges gebraucht wurde. Laut dem Bundesamt für Verfassungsschutz versuchte er mit seinen Initiativen eher erfolglos, „die Zersplitterung im rechtsextremistischen Parteienbereich zu überwinden“. Mechtersheimer war Referent u. a. beim Cannstatter Kreis, beim Bündnis Konstruktiver Kräfte Deutschlands, beim Bund freier Bürger und bei den Republikanern. Außerdem trat er etwa bei folgenden Veranstaltungen in Erscheinung: Symposium der Zeitschrift Zur Zeit, Kärntner Kulturtage, „Runder Tisch“ von Udo Voigt (NPD) und Parteitag der Deutschen Liga für Volk und Heimat. 1996 war er neben Hans-Helmuth Knütter maßgeblich an der Anti-Antifa-Kampagne gegen den Fachjournalisten Anton Maegerle beteiligt. Nicht zuletzt engagierte er sich gegen die Wehrmachtsausstellung des Hamburger Instituts für Sozialforschung. Mechtersheimer wurde Vorsitzender des 1997 gegründeten Vereins Unser Land – Wissenschaftliche Stiftung für Deutschland e. V. in Starnberg (u. a. Hrsg.: Handbuch Deutsche Wirtschaft). 2005 steuerte er ein Vorwort zum Tobias-Brendle-Buch Michel Friedman, Haim Saban und die deutsche Medienlandschaft bei, das im Bericht des unabhängigen Expertenkreises Antisemitismus (2011) als „Elaborat des äußersten rechten Randes“ eingestuft wurde, welches „klassische[] Vorurteile gegen Juden“ transportiere.
Margarete Jäger und Siegfried Jäger (Duisburger Institut für Sprach- und Sozialforschung) nannten ihn einen „wichtige[n] Ideologe[n] des Rechtsextremismus“. Anton Maegerle u. a. bezeichnete ihn als „eine[n] der führenden Köpfe des Rechtsextremismus in Deutschland“. Stephan Braun und Martin Gerster u. a. rechneten ihn zum „Establishment der rechtsextremen Publizistik“, auch Rudolf van Hüllen und Lars Rensmann klassifizierten ihn als Rechtsextremisten. Nach Fabian Virchow wolle Mechtersheimer den völkischen Nationalismus rehabilitieren. Alexander Gallus attestierte ihm eine „stets […] dezidiert nationale Position“. Christian Freuding bemerkte, dass Mechtersheimers „unterschwellig[] anti-westliche[s] Ressentiment“, das auf „Liberalismuskritik und nationaler Orientierung“ beruhte, „in offenen Antiamerikanismus“ umschlug. Er vertrete einen „ethnisch-nationalen, neutralistisch-pazifistischen Standpunkt“. Auch Bettina Westle machte „Ethno-Nationalismus“ aus. Für Gesine Schwan war Mechtersheimer gar ein bekennender Antiamerikanist. Andere Forscher rechneten ihn in den Kontext der Neuen Rechten ein. Andrei S. Markovits und Philip S. Gorski schlussfolgerten aus Mechtersheimers Werdegang eine „Übereinstimmung der radikalen Rechten und Linken in bezug auf einen deutschen antimodernen Konservativismus, Antiliberalismus und antiwestliche Einstellungen“.

## Parteipolitik

### Unions-Parteien
Mechtersheimer war anfangs in der Jungen Union aktiv. Während des Studiums in Westberlin – in der Zeit der 68er-Bewegung – war er Mitglied des Rings Christlich-Demokratischer Studenten. Außerdem war er für die CDU tätig, mit seinem Umzug nach Bayern 1970 wurde er Mitglied der CSU. 1981 wurde er aufgrund seiner Kritik am NATO-Doppelbeschluss, seines Auftritts bei der auch durch Kommunisten getragenen Friedensdemonstration im Bonner Hofgarten 1981, seines Artikels im linken Pahl-Rugenstein Verlag und seiner Wahlempfehlung für Rot-Grün im Zuge eines Parteiordnungsverfahrens aus der Partei ausgeschlossen.

### Abgeordneter für die Grünen
Über sein Engagement in der Friedensbewegung suchte er 1984 die Verbindung zu den Grünen, deren Mitglied er dennoch nicht wurde. Er galt als Realo und wurde bei der Bundestagswahl 1987 als Parteiloser über die Landesliste Baden-Württemberg (Platz 2) in den 11. Deutschen Bundestag gewählt, wo er der Bundestagsfraktion der Grünen angehörte. Er war ordentliches Mitglied des Verteidigungsausschusses sowie stellvertretendes Mitglied des Auswärtigen Ausschusses und des Ausschusses für Verkehr. Außerdem war er Mitglied der Parlamentarischen Versammlung der NATO und der Parlamentarischen Versammlung des Europarates.
Mechtersheimer befürwortete die deutsche Einheit unter neutralistischen Gesichtspunkten und stimmte im Gegensatz zu seinen grünen Fraktionskollegen für den Staatsvertrag über die Währungsunion.
Im März 1989 kam es durch einen SZ-Artikel des Journalisten Kurt Kister – der dafür später den Wächterpreis der deutschen Tagespresse erhielt – zum Eklat, als darin Mechtersheimers Beteiligung als Mitglied des Stiftungsrats der mit Sitz in Vaduz, Liechtenstein gegründeten „M.A.G. [Muammar al-Gaddafi] Stiftung für Frieden und Solidarität“ bekannt wurde. Die Stiftung wurde als Propagandainstrument des libyschen Diktators Muammar al-Gaddafi gesehen, der sie mit Millionenbeträgen finanzierte.
Im Zuge des Nominierungsprozesses der Grünen für die Bundestagswahl 1990 konnte er sich nicht mehr durchsetzen.

## Verfassungsschutzberichte Bayerns
1996 wurde Mechtersheimer im Zwischenbericht der bayerischen Verfassungsschutzbehörde erwähnt. 1997 kam die Behörde zu dem Ergebnis, dass er sich im „Laufe des Jahres 1997 zu einem der wichtigsten Protagonisten rechtsextremistischer Bestrebungen“ entwickelt habe. Zeitweise wurden er und seine „Deutschland-Bewegung“ in den Verfassungsschutzberichten Bayerns erwähnt.

## Auszeichnungen
2013 erhielt er die Ulrich-von-Hutten-Medaille der rechtsextremistischen Gesellschaft für freie Publizistik.

## Veröffentlichungen (Auswahl)
- mit Peter Barth (Hrsg.): Den Atomkrieg führbar und gewinnbar machen? Rowohlt, Reinbek 1983, ISBN 3-499-15247-9.
- Rüstung und Frieden. Rowohlt, Reinbek 1984, ISBN 3-499-17821-4.
- Zeitbombe NATO. Diederichs, Köln 1984, ISBN 3-424-00824-9.
- mit Peter Barth (Hrsg.): Militarisierungsatlas der Bundesrepublik. Luchterhand, Darmstadt 1986, ISBN 3-472-61608-3.
- Friedensmacht Deutschland. Plädoyer für einen neuen Patriotismus. Ullstein, Berlin 1993, ISBN 3-548-36609-0.
- Handbuch Deutsche Wirtschaft 2003/2004, 2005/2006 (ISBN 3-00-011865-9), 2007 (mit CD-ROM)